# Eeva-Kaarina Volanen
Eeva-Kaarina Volanen, född 15 januari 1921 i Kuusankoski, död 29 januari 1999 i Helsingfors, var en finländsk skådespelare. Hon var en av den finska scenkonstens främsta kvinnliga förmågor.

## Biografi
Volanen utbildade sig i talteknik, plastik och sång. Hon anställdes 1944 vid Kotkan maakuntateatteri och året därpå vid Finlands nationalteater, som hon förblev trogen (1945–1990), med undantag av två gästspelsår i Tammerfors 1957–1959, då hennes man Sakari Puurunen var chef för Tammerfors teater. Sitt stora genombrott gjorde hon i titelrollen i Jean Anouilhs Antigone. Också många andra av Anouilhs unga kvinnor kom på hennes lott, bland annat Thérese i Vildfågeln. Ungdomlig omedelbarhet och inre hängivenhet präglade många av hennes roller; i karaktärsroller framkom en inträngande analys och ett kraftigt utspel (till exempel i Sofokles Antigone). I August Strindbergs Ett drömspel tolkade hon Indras dotter, medan hennes Maiju i Minna Canths Papin perhe var en roande ungflicksroll med karaktär.
Under Eino Kalimas ledning utvecklades Volanen till en känslig och lyhörd Tjechovtolkare; bland rollerna märks främst Nina i Måsen, Sonja i Onkel Vanja och Irina i Tre systrar samt senare den mognare rollen som Ranevskaja i Körsbärsträdgården. Maggie i Katt på hett plåttak var hennes första sensuellt hetlevrade roll, ytterligare en förnämlig klassikerroll var Mary i Lång dags färd mot natt. År 1997 hedrades hon av de Rasande Rosorna med en egen teaterkväll, Elämänkevät, under vilken hon gjorde flera olika roller. Det var samtidigt hennes 55-årskonstnärsjubileum.
Volanen var konstnärsprofessor 1974–1979 och erhöll 1982 titeln konstens akademiker. Hon fick många pris, bland annat Pro Finlandia-medaljen (1966), och var aktiv bland annat i Finlands nationalteaters styrelse från 1990 framåt och som ordförande i Minna Canth-sällskapet. Hon gravsattes på Konstnärsbacken på Sandudds begravningsplats.